# Manuel Prieto Lavín
Manuel Prieto Lavín (Santander, 30 de septiembre de 1876-Santander, 21 de marzo de 1949) fue un empresario y político español. Su trayectoria en los negocios le convirtió en el primer contribuyente de la ciudad de Santander, poseyendo una de las principales fortunas de la época.

## Biografía

### Empresas e instituciones
En la primera década del siglo accede al sector cervecero por la venta de unos terrenos a la fábrica de “La Cruz Blanca”, recibiendo por ello unas obligaciones convertibles en acciones de la sociedad. Posteriormente alcanza la dirección general de la empresa y la vicepresidencia en 1911. Realizó la fusión de las cerveceras “La Austriaca” y “La Cruz Blanca” constituyendo la sociedad “Cervezas de Santander S.A.” en 1917, de la que fue hasta su muerte director general, consejero y accionista mayoritario. Impulsó su expansión por todo el país, anexionando a la misma, las fábricas: “San Juan” de Valladolid, 1917; “La Gaditana” de Cádiz, 1922; “La Leonesa” de León, 1924; nueva fábrica “La Barxa” de Vigo, 1924; “La Salmantina” de Salamanca, 1930; “Gambrinus” de Valladolid, 1938 y “Santa Bárbara” de Madrid, 1939.
En 1913 se introduce en el comercio marítimo como armador y consignatario de buques, fundando la “Naviera Prieto Lavín”. Posteriormente en 1916 creó la compañía "Sociedad Naviera del Norte”. Fue almacenista e importador de carbón en las bahías de Santander y Santoña.
Durante la década de 1920, los almacenes "Manuel Prieto Lavín" eran líderes en el almacenamiento, distribución y venta de: hierros, aceros, maderas, herramientas y maquinarias. En 1931, junto con los hermanos Gómez Lambert y Luis Pereda Palacio, cofundó la Sociedad “Hierros y Aceros de Santander S.A.” a la que traspasó sus almacenes, concesiones y exclusivas, siendo de por vida su presidente y principal accionista.
Ostentó diversos cargos en numerosas sociedades e instituciones, destacando las siguientes: presidente del Círculo Mercantil e Industrial de Santander, en cuyo mandato organizó la fiesta de la aviación que supuso el primer vuelo en Cantabria (1910); presidente del Consorcio del Depósito Franco (1926), cargo desde el que promovió la construcción de los silos que dieron vida tantos años a la actividad portuaria; presidente de la Cámara de Comercio, Industria y Navegación de Santander (1928); presidente de la Cámara Agraria de Santander; presidente de la Sociedad “Amigos del Sardinero” (1922); gerente y propietario de la Sociedad “Cerámicas La Albericia”; presidente del Club Rotario de Santander (1926), etc.

### Política y diplomacia
Ocupó los cargos de diputado provincial por la Cámara de Comercio, Industria y Navegación de Santander (1928) y como dirigente del Partido Republicano Radical (1934). Ejerció como cónsul oficial de Checoslovaquia durante varias décadas.

### Nombramientos y distinciones
Fue designado comisario regio y presidente del Consejo Provincial de Fomento, Industria y Comercio de Santander en 1910. El rey Alfonso XIII le concedió honores de jefe superior de Administración Civil, distinguiéndolo al mismo tiempo como gentilhombre de cámara en 1912.
Le fueron concedidas importantes condecoraciones como la gran cruz de la Orden del Mérito Naval, por los servicios prestados a la Marina de Guerra en el abastecimiento de sus barcos, la cruz de la Orden de Isabel la Católica por sus méritos de carácter civil y social; la estrella de la Orden del León Blanco, otorgada por el presidente de la República  Checoslovaca  por fomentar el intercambio cultural y científico de ambas naciones.
Manuel Prieto Lavín falleció el 21 de marzo de 1949. Su ciudad natal le rindió homenaje bautizando con su nombre a una de sus calles.

### Filantropía
Destinó parte de su patrimonio a obras de marcado carácter social como son: la donación de un edificio para el Hospital de Urgencias y Escuela de Enfermeras durante la gran epidemia de gripe española de 1918, de terrible mortandad y el rescate para la Ciudad de los terrenos que conformaban el ensanche de ésta y la antigua dársena de Maliaño.

### Familia
En 1917 se hizo construir la primera colonia de chalets residenciales “Prieto Lavín” (conjunto histórico) del Sardinero, reforzando de esta forma el veraneo y la incipiente actividad turística de Santander, iniciada por los reyes de España. Posteriormente gran parte de sus descendientes se establecieron en estos chalets.
Casado con Marcela González Villanueva, fue padre de quince hijos: Manuel, Jesús, María Cristina, Eulogio, Angelines, José María, Luis, Pilar, Julio, Roberto, Ángel, Marcelo, Minuca, Emilio y Mª Teresa, formando una de las familias de mayor raigambre de Santander. 